# Templo de Ain Dara
Ain Dara es un templo de la Edad del Hierro situado en el poblado de Ain Dara de Siria, 67 km al noroeste de Alepo y a 10 km de los ruinas de la basílica de Simeón Estilita el viejo. Tiene similitud con el Templo de Salomón, también conocido como el primer templo, tal como se describe en el Tanaj. Está sujeto a especulación a qué divinidad estaba dedicada el templo. Pudo estar consagrado a Ishtar o Astarté, diosa de la fertilidad. El 28 de enero de 2018 en el marco de la operación Rama de Olivo en el marco de la Guerra civil siria los constantes bombardeos turcos alcanzarían el templo, provocando su parcial destrucción.

## Geografía
El Templo de Ain Dara está situado en Siria del norte, a 67 kilómetros al noroeste de Alepo, cerca de la frontera sirio-turca. Fue construido sobre una terraza conocida como la «acrópolis del tell». El tell es escarpado y con vistas al valle de Afrin. El área se divide en dos partes, el tell principal está 25 m por encima de la llanura circundante y la acrópolis inferior que cubre una superficie de 25 ha.
El tell es uno de los más grandes de las orillas del río Afrin, que desde los montes Tauro desemboca en la llanura de Antioquía. Constituía un importante tramo de la vía entre Anatolia y la costa siria, además de ser un valle adecuado para las tareas agrícolas.

## Arqueología

### Excavaciones

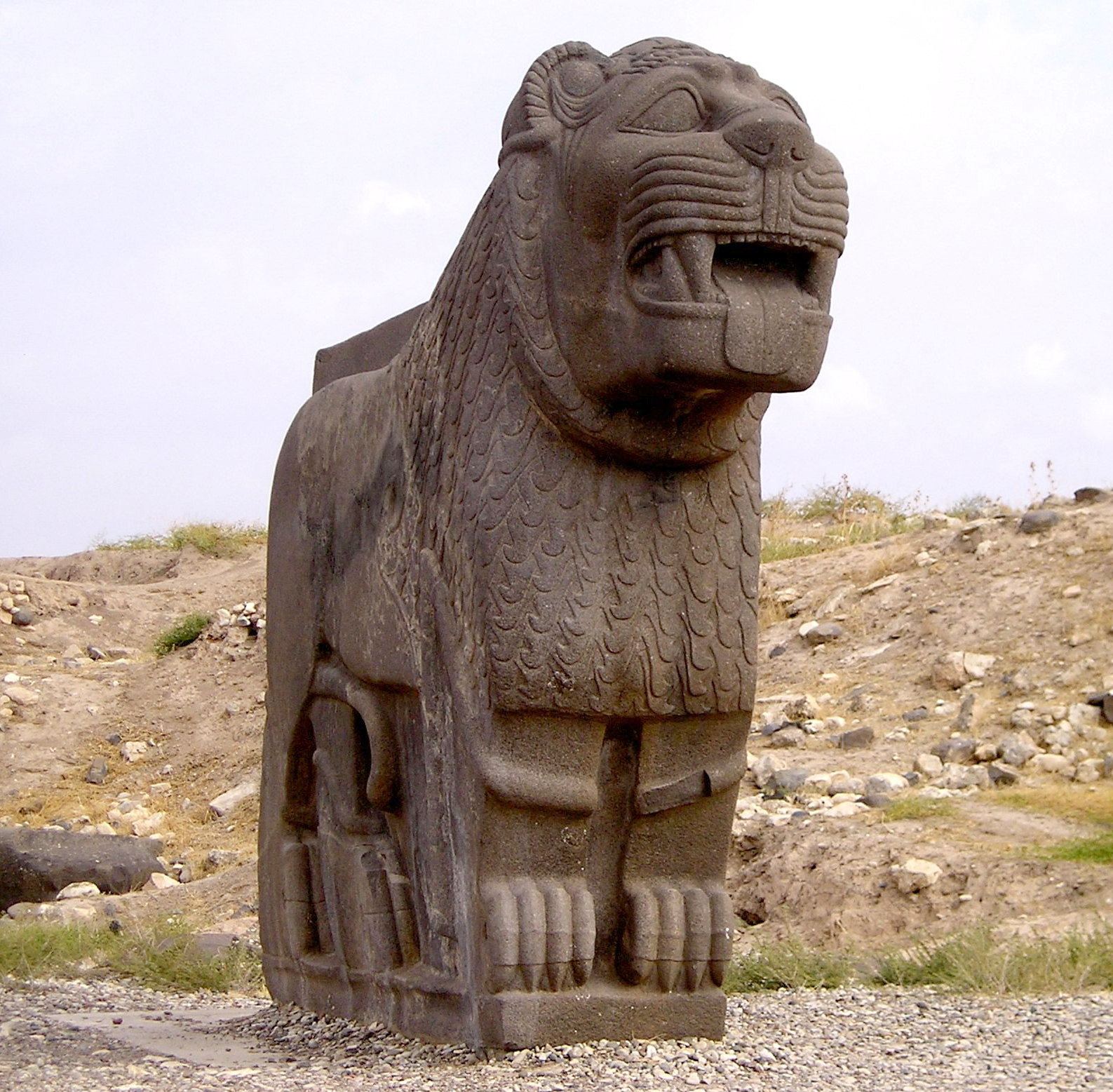
León de basalto encontrado en 1955.

El descubrimiento del templo fue el resultado de un hallazgo fortuito en 1955 de un león colosal de basalto, en la madriguera de una zorra. la cabeza de león atrajo la atención de la dirección general de antigüedades de Siria, que comenzó en el lugar una campaña de excavaciones (1956, 1962 y 1964) dirigida por Maurice Dunand y Feisal Seirafi. A principios de 1976, Ali Abu Assaf y Wahid Khayata reemprendieron los trabajos. Descubrieron el templo y dedujeron que fue construido en tres fases estructurales en el periodo entre el 1300–740 a. C. La primera fase fue del 1300–1000 a. C., la segunda del 1000–900 a. C. y la tercera del 900–740 a. C. El lugar estuvo ocupado desde el Calcolítico, durante el IV milenio a. C. hasta la época otomana (1517–1917).
Después de que las excavaciones se concluyeran, entre 1980 y 1985, los arqueólogos y los historiadores discutieron sobre sus similitudes con el templo de Salomón, como se describe en los textos bíblicos. Ya el pequeño templo menor de Tell Tayinat, descubierto durante las excavaciones de 1936 y situado a unos 80 km de distancia, había "causó sensación debido a sus semejanzas al templo de Salomón.
Según el extenso debate posterior entre los arqueólogos, Ain Dara tiene numerosas similitudes con el templo de Salomón en Jerusalén. Ain Dara, ha revelado un esquema de tres partes claramente similar con bloques estructurales de basalto sobre cimientos de piedra caliza. Sin embargo, se ha conjeturado que el templo tenía probablemente una superestructura de ladrillos de barro recubierta de paneles de madera, que no ha sobrevivido.

### Hallazgos
En el tell se encontró una amplia ciudad baja, habitada desde el II milenio a. C., y una acrópolis formada por los asentamientos sucesivos (persa, helenístico y bizantino). Un monumento perteneciente a la primera fase, hace probable la identificación del tell con Kunaluwa, la capital del estado de Khattina.

#### Templo

##### Exterior

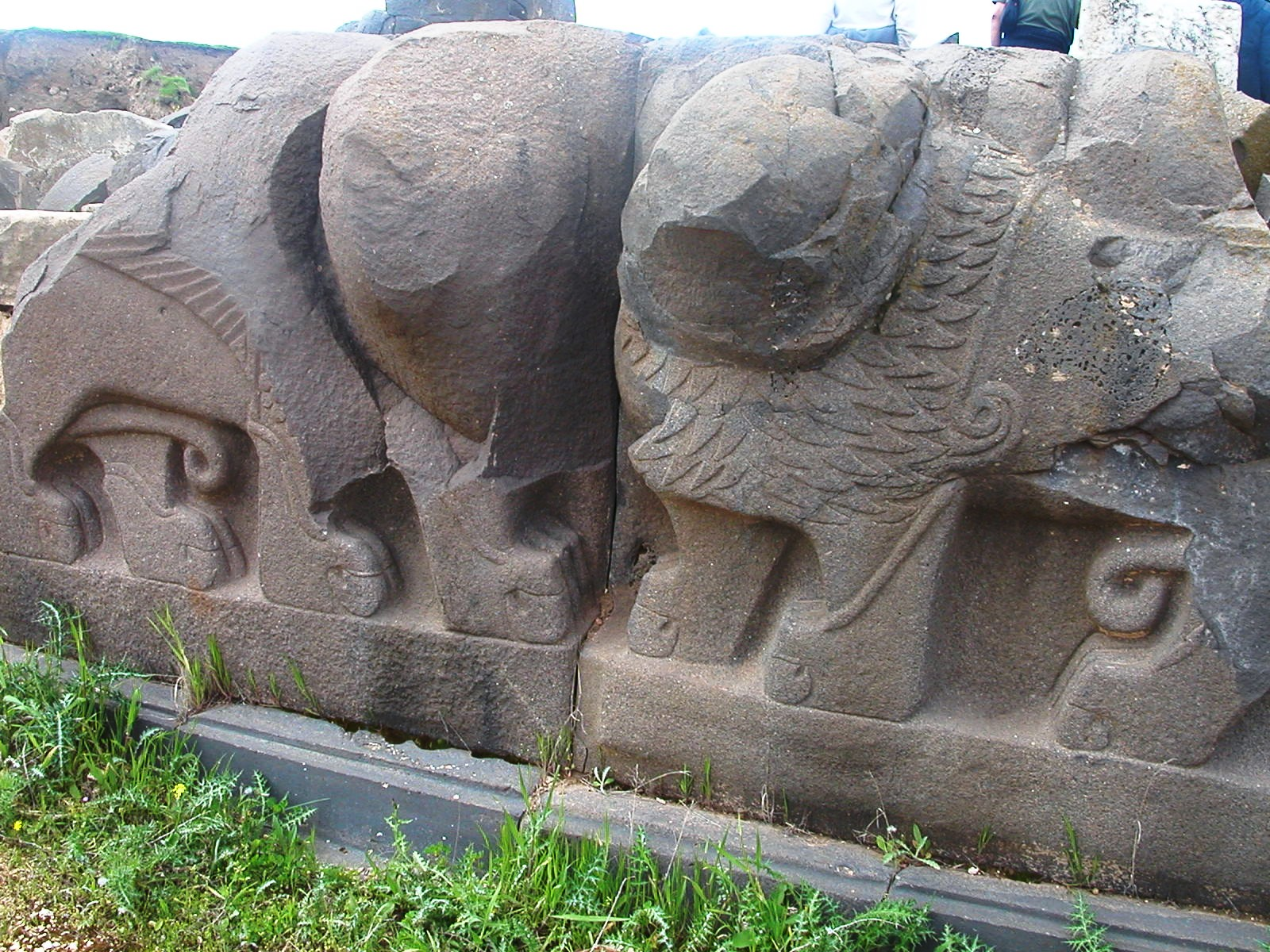
Detalle de la pared exterior del templo de Ain Dara, mostrando dos leones.

El templo está construido en posición dominante sobre el valle del Afrin, elevado sobre un zócalo decorado con esfinges y leones de tamaño natural. Sobre este zócalo corría, sobre la fachada, una segunda fila de decoraciones: leones y esfinges en bulto redondo, situados como guardianes del acceso. La planta del templo se vincula con el tipo del bit hilani, con las columnas en la entrada.
Un patio construido con piedra arenisca proporciona acceso el templo. El patio está pavimentado con losas donde se ve un lavabo de piedra con fines ceremoniales. El templo, de 30 por 20 m de tamaño, está orientado al sureste. El exterior contiene un relieve con querubines. El pórtico de entrada, marcado por dos pilares de basalto o pilares y una sala amplia, no estaba cubierto con techo y en parte era un patio abierto. Los pilares de la entrada parecen tener significado arquitectónico y cultual. Una esfinge y dos leones adornan el pórtico del templo que flanquean los tres escalones (de cuatro) hechos en basalto.

##### Interior

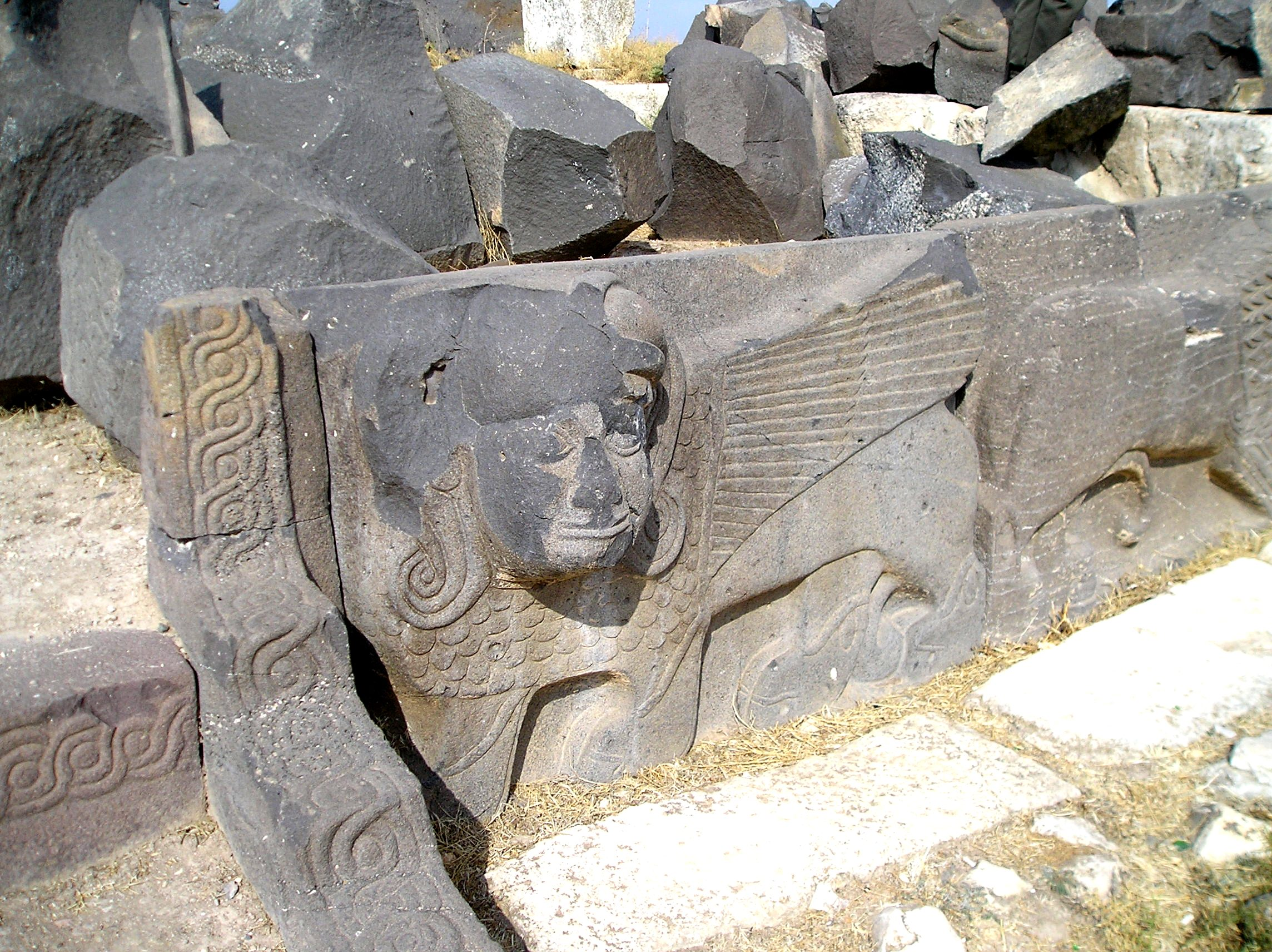
Ortostato que representa un hombre-león.

La sucesión de antecámara, vestíbulo y larga cella está inspirada más bien en el templo de Tell Tayinat, si bien aquí de mayores dimensiones: los umbrales son monolitos calcáreos que llevan impresas huellas gigantescas, dirigidas hacia el interior.
El vestíbulo mide 6 m x 15,5 m, decorado con relieves con leones, guillochés y paneles que se asemejan a ventanas. La cella mide 16 x 16 m. En el extremo posterior se añadieron relieves y una estela como parte de esta estancia. Hay relieves de basalto en los paneles inferiores de la pared. Un elevado podio (plataforma alta de 0.75 m), un nicho y una pared secundaria forman parte de los restos visibles. En el área del pequeño santuario situado en la zona más interna del templo, ranuras y zócalos tallados son visibles en la el muro, que indican la antigua presencia de una mampara de madera. Una rampa une la sala principal a la zona de la plataforma y la cella. La pared posterior de la cella tiene un nicho que probablemente albergaba una estatua de un dios o una diosa. El fondo de la cella estaba decorado con temas mitológicos: una serie de ortostatos que presentaban, esculpidos en altorrelieve, genios de la montaña, hombres-toro, hombres-león y hombres-grifo; probablemente estos sostenían un relieve ya perdido. El estilo de los elementos decorativos pertenece a los inicios del arte sirio-hitita, lo que permite datar el templo entre los siglos XI y X a. C.
Suelos pavimentados y relieves son visibles en los corredores de los tres pisos de altura, que flanquean tres lados del templo, Hay unas celosías en dos ventanas falsas, empotradas en las paredes del templo. Mientras que todo lo antedicho formaba parte de la primera y segunda fase, material que sigue siendo desenterrado en el lugar identifica adiciones hechas en la tercera fase de la construcción, «un deambulatorio con una serie de cámaras laterales en tres lados del templo». Se ha inferido que estas cámaras fueron parte del zócalo preexistente del templo y que no está relacionado con el templo principal.

#### Huellas
Un par de huellas grandes, de pies desnudos, cada una de aproximadamente de un metro de longitud, están talladas en el suelo de piedra del pórtico, seguido de una simple huella excavada más allá de las dos primeras y otra huella simple tallada en el umbral. La huella derecha vista en el umbral, que se encuentren separada unos 10 metros de la primera huella, podría ser de humanos o dioses. Monson ha señalado que las deidades en todos los relieves del templo de Ain Dara tienen «zapatos con dedos encorvados». Por lo tanto, la fuente de las huellas, ya sea de dioses o seres humanos o animales, es debatible.

## Guerra civil siria
Hasta 2017 los constantes enfrentamientos desde el estallido de la Guerra civil siria no afectarían el sitio del templo.  A inicios del 2018 durante el desarrollo de la operación Rama de Olivo aviones de la Fuerza Aérea de Turquía bombardearían el 28 de enero las zonas del valle de Afrin, alcanzando varias de ellas la antigua infraestructura del templo y provocando su parcial destrucción.